# Paul Day (Tischtennisspieler)
Paul Day (* 20. Oktober 1958 in Newmarket) ist ein ehemaliger englischer Tischtennis-Nationalspieler aus den 1970er und 1980er Jahren. Er nahm an drei Weltmeisterschaften und mehreren Europameisterschaften teil.

## Werdegang
Erste internationale Erfolge erzielte der Linkshänder Paul Day bei den Jugend-Europameisterschaften. 1974 gewann er im Doppel mit Andrew Barden Silber. Zwei Jahre später stand er in drei Endspielen: Im Einzel unterlag er dem Jugoslawen Zoran Kalinić, im Doppel mit Andrew Barden wurde er Jugend-Europameister und im Mixed mit Melody Ludi wurde er Zweiter.
Bei den Erwachsenen wurde er neunmal Englischer Meister: Bereits 1974/75 siegte er im Doppel mit Andrew Barden. Diesen Erfolg wiederholten sie 1977/78, als Paul Day noch Meister im Einzel wurde. Von 1980 bis 1984 gewann er fünfmal den Titel im Doppelwettbewerb, zunächst mit Nicky Jarvis, danach jeweils mit Desmond Douglas. Zudem holte er 1977 den Titel im Mixed mit Melody Ludi.
Bei der Europameisterschaft 1978 in Duisburg gewann er mit der englischen Mannschaft Silber. Er wurde für drei Weltmeisterschaften nominiert, nämlich 1977, 1979 und 1981, gewann dabei aber keine Medaillen. 1982 gewann er mit dem englischen Team die Commonwealth-Meisterschaften.
In der Saison 1978/79 spielte Paul Day mit Eintracht Frankfurt in der deutschen Bundesliga. Mit Desmond Douglas gewann er 1981/82 im Doppel die Internationalen Deutschen Meisterschaften.
Nach dem Ende seiner aktiven Laufbahn als Leistungssportler widmete er sich der Nachwuchsförderung in England. So betreute er beispielsweise die Jugendlichen bei Jugend-Europameisterschaften.

## Privat
Paul Day studierte von Oktober 1977 an Mathematik am Fitzwilliam College der University of Cambridge, brach das Studium aber nach einem Jahr ab wegen seiner sportlichen Aktivitäten in Deutschland bei Eintracht Frankfurt. 1980 eröffnete er in Ely ein Sportgeschäft.

## Turnierergebnisse
| Verband | Veranstaltung                         | Jahr | Ort        | Land | Einzel    | Doppel    | Mixed     | Team |
| ------- | ------------------------------------- | ---- | ---------- | ---- | --------- | --------- | --------- | ---- |
| ENG     | Commonwealth Meistersch.              | 1982 | Bombay     | IND  |           |           |           | 1    |
| ENG     | Europameisterschaft                   | 1978 | Duisburg   | FRG  |           |           |           | 2    |
| ENG     | Jugend-Europameisterschaft (Junioren) | 1976 | Modling    | AUT  | Silber    | Gold      | Silber    |      |
| ENG     | Jugend-Europameisterschaft (Junioren) | 1974 | Goppingen  | FRG  |           | Silber    |           |      |
| ENG     | Weltmeisterschaft                     | 1981 | Novi Sad   | YUG  | letzte 64 | letzte 16 | letzte 64 | 6    |
| ENG     | Weltmeisterschaft                     | 1979 | Pyongyang  | PRK  | letzte 64 | letzte 64 | Qual      | 10   |
| ENG     | Weltmeisterschaft                     | 1977 | Birmingham | ENG  | letzte 64 | Qual      | Qual      | 10   |